# Pin siberian
Pinul siberian (Pinus sibirica), din familia Pinaceae, este o specie de pin care apare în Siberia de la 58°E în Munții Urali est până la 126°E în Munții Stanovoi din sudul Iacutiei și din Igarka la 68°N în valea inferioară a Enisei, la sud până la 45°N în centrul Mongoliei.
Pinul siberian este considerat ca o varietate sau subspecie a zâmbrului de către unii botanici. Diferă prin faptul că are conuri puțin mai mari și ace cu trei canale de rășină în loc de două ca zâmbrul.

## Galerie

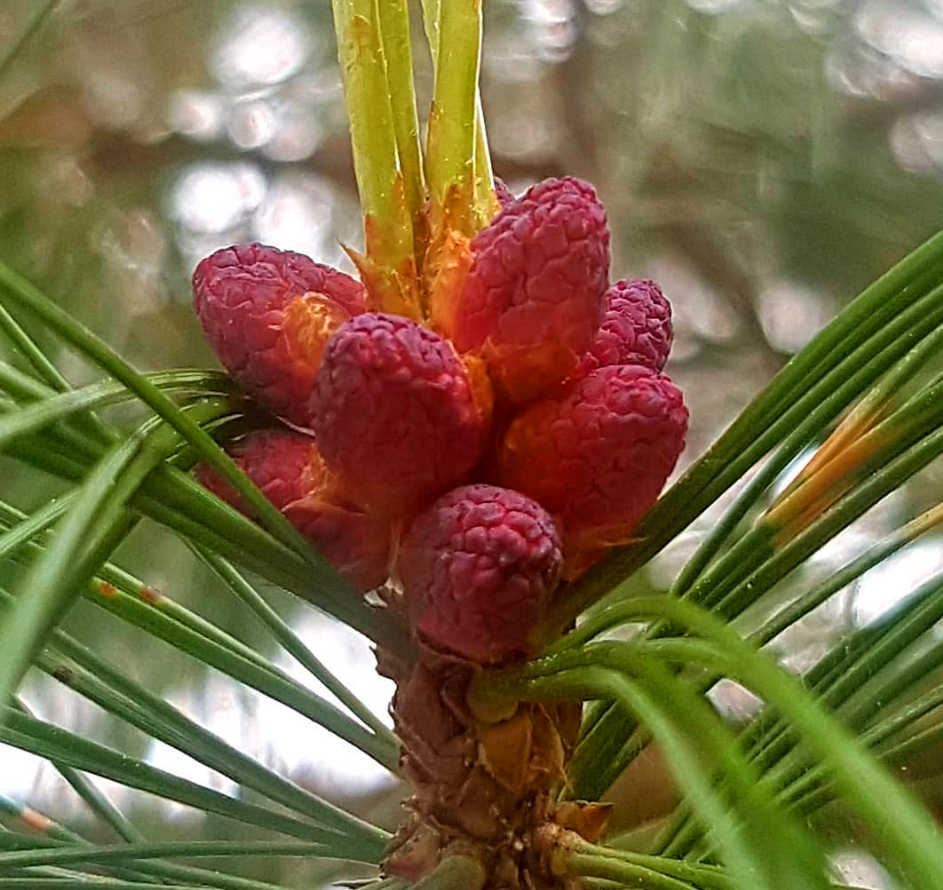
Conuri de pin înflorite
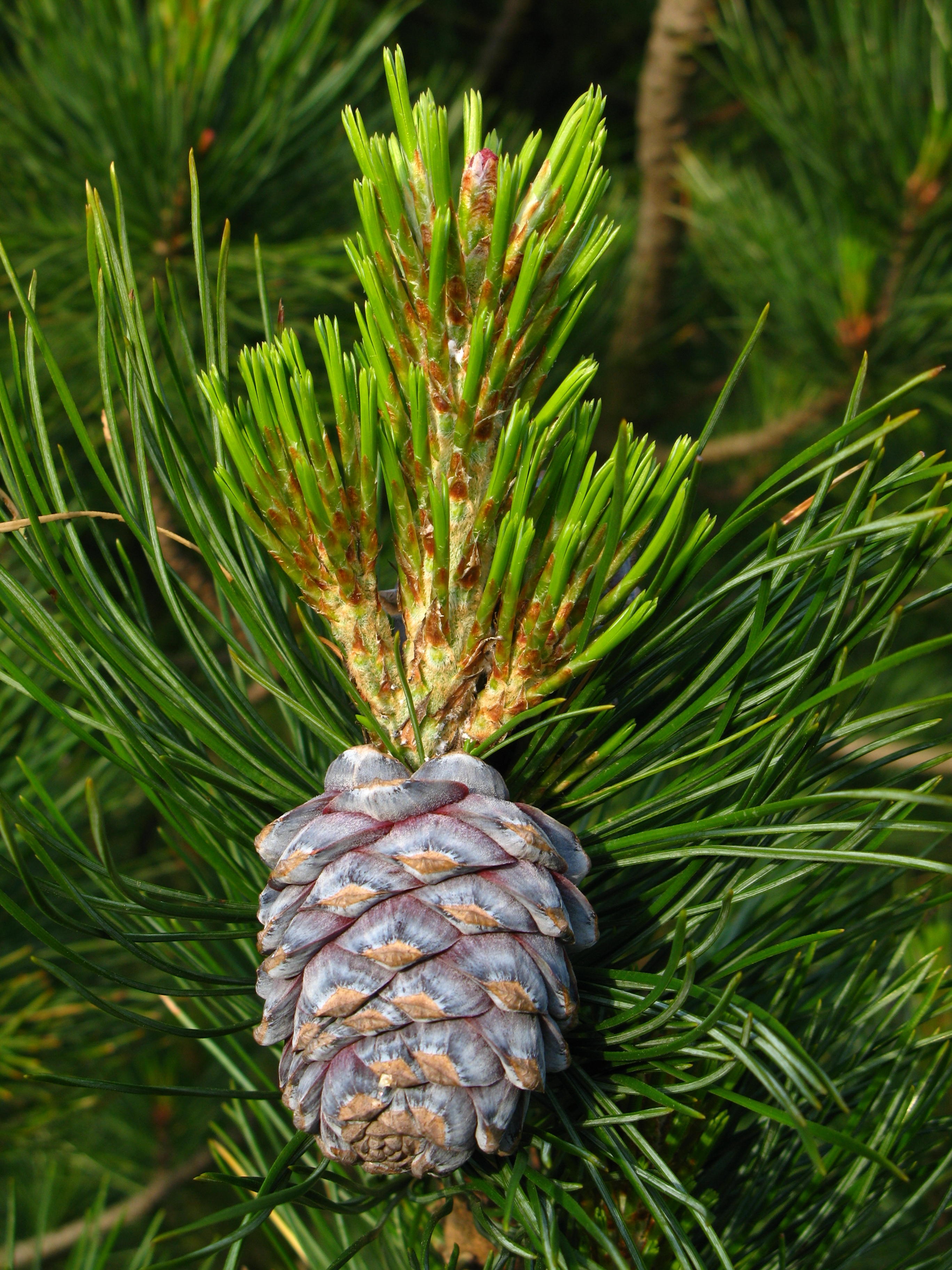
Con
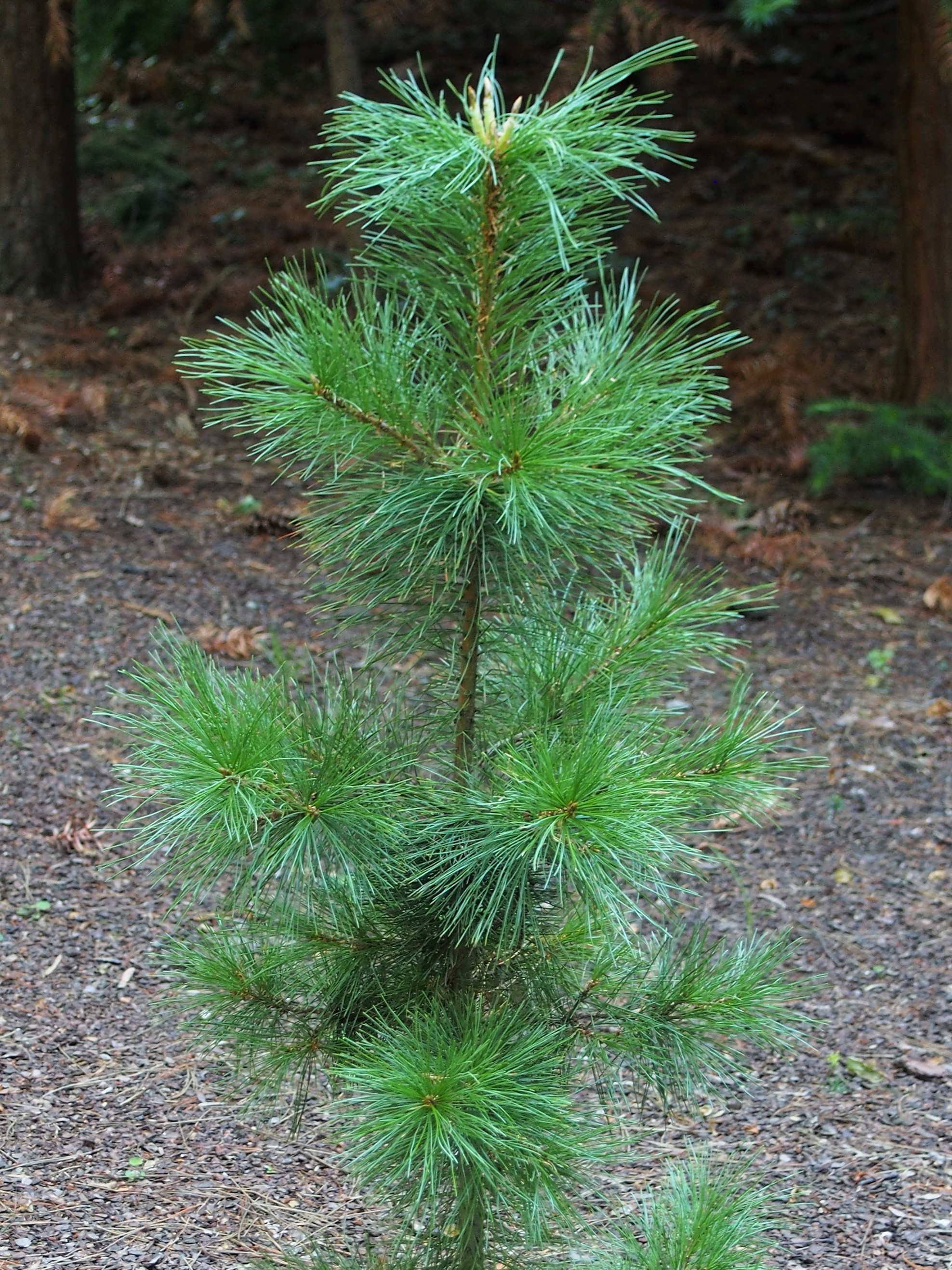
Frunziş
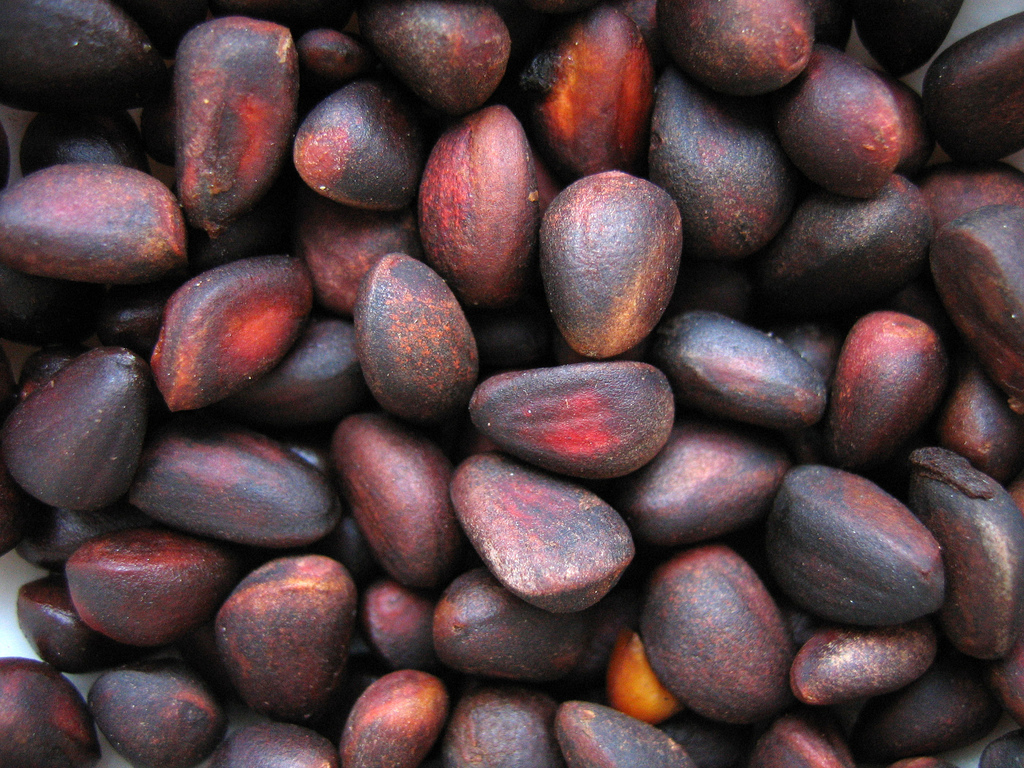
semințe